# En kalabalik i sänder
En kalabalik i sänder var Juvenalordens 100-årsjubileumsshow som sattes upp på Uppsala stadsteater våren 2007. Handlingen var inspirerad av Kalabaliken i Bender och tiden därefter. Showen beskrevs på Juvenalordens offentliga hemsida som "en komisk musikteater i gränslandet mellan klassiskt spex, spektakulär show och stjärnglittrande musikal".